# Héctor Azar
Héctor Azar (ur. 1930, zm. 2000) – meksykański poeta, dramaturg, reżyser i działacz teatralny, jeden z głównych twórców i organizatorów życia teatralnego w Meksyku, 1964 nagrodzony na festiwalu Nancy za spektakl Słów Bożych Ramóna Maríi del Valle-Inclána, przygotowany w zespole Compañía de Teatro Universitario de Mexico. W połowie lat 60. został kierownikiem wydziału teatru w Instituto Nacional de Bellas Artes. Na przełomie 1960/1970 utworzył Compañía Nacional de Teatro. Autor kilku sztuk, zajmował się również działalnością pedagogiczną.